# Közvetett irányzás
A közvetett (a magyar katonai zsargonban megosztott) irányzás nagyban támaszkodik a matematikai tudásra. Alapvetően a tüzérség ezen formáját három fő egységre lehet tagolni: tüzelőállásra, tüzérfelderítésre (figyelőpont), valamint tűzvezető központra. 
Alapkövetelmény a tüzérek magas fokú geodéziai ismerete, azaz olyan képesség, amellyel bárhol, bármikor különböző eljárások segítségével képesek a pozíciójuk megállapítására.
Ezek az adatok a tűzvezető központba futnak be.
Az első lépcső a felderítő. A cél észlelésekor megállapítja a tőle mért céltávolságot és -irányt (esetenként kiszámítja ezen adatok segítségével a cél koordinátáját), majd továbbítja azt a tűzvezető központba. Ott megállapítják a cél adatai alapján, hogy az milyen irányra és távolságra van a tüzelőállástól, és ezek alapján kiszámolják a lőelemeket.
A felderítők folyamatosan megfigyelik a tüzet, és továbbítják az eltéréseket a további korrekciókhoz.
Érdekesség, hogy a lövők nem látják a célt, erre utal a megosztott irányzás elnevezés. 
A rendszer egy nem említett fontos eleme ezeken kívül a kommunikáció.
A tüzérség is lépést tart a technika fejlődésével, a digitalizáltság széles körben elterjedt. A számítógépek nagyban lerövidítik a számolási folyamatot. A GPS a pozíciómeghatározást, a digitális adatátvitel pedig a hang nélküli gyors adatforgalmazást.